# Грајндхаус (филм)
Грајндхаус (енгл. Grindhouse) је амерички хорор филм из 2007. године, од редитеља, продуцената и сценариста Роберта Родригеза и Квентина Тарантина. Приказан као двоструко остварење, филм је сачињен из Родригезове Планете терора и Тарантиновог Отпорног на смрт, и представља омаж експлоатационим филмовима из периода 1970-их. Главне улоге у првом сегменту тумаче: Роуз Макгауан, Фреди Родригез, Џош Бролин, Марли Шелтон, Џеф Фејхи, Мајкл Бин, Брус Вилис, Навин Ендруз, Стејси Фергусон и Том Савини, а у другом: Курт Расел, Зои Бел, Росарио Досон, Трејси Томс и Мери Елизабет Винстед. Као део биоскопског приказивања, Грајндхаус садржи и неколико фиктивних експлоатационих трејлера, које су режирали Роберт Родригез, Роб Зомби, Илај Рот, Едгар Рајт и Џејсон Ајзенер. У њима се, такође, појављују бројни познати глумци као што су: Николас Кејџ, Шери Мун Зомби, Дани Трехо, Џеј Хернандез, Вил Арнет, Бил Мозли, Џејсон Ајзакс, Сајмон Пег и Ник Фрост.
Филм је премијерно приказан 6. априла 2007, у дистрибуцији продукцијске куће Dimension Films. Упркос томе што није остварио велики комерцијални успех, филм је добио веома позитивне оцене и критичара и публике. Био је номинован за Награду Сатурн за најбољи хорор филм и добио је награду Златни шмоуз за најпотцењенији филм године. Критичари сајта Rotten Tomatoes оценили су га са 84%, а публика са 87%.

## Планета терора

### Радња
У руралном тексашком граду, го-го играчица Чери Дарлинг одлучује да напусти свој слабо плаћени посао и покуша да нађе нову шансу са неким од својих многобројних „бескорисних” талената. У ресторану Џеј Ти Хага, среће се са својим мистериозним бившим дечком Ел Врејом. У међувремену, група војника предвођена дементним поручником Малдуном купује смртоносни биохемијски агенс под кодним именом „Пројекат Терор”.
Они тако ослобађају гас који долази до града и претвара становнике у крвожедне зомбије. Повређене мештане лечи подмукли доктор Вилијам Блок, који злоставља своју супругу Дакота, која ради као анестезиолог у истој болници. Ситуација ескалира у зомби апокалипсу, а група преживелих, међу којима су Чери, Ел Вреј, Дакота, Џеј Ти и неколико локалних полицајаца, покушава да побегне на сигурно.

### Улоге
| Глумац             | Улога                 |
| ------------------ | --------------------- |
| Роуз Макгауан      | Чери Дарлинг          |
| Фреди Родригез     | Ел Вреј               |
| Џош Бролин         | др Вилијам Блок       |
| Марли Шелтон       | др Дакота Блок        |
| Џеф Фејхи          | Џеј Ти Хаг            |
| Мајкл Бин          | шериф Хаг             |
| Брус Вилис         | поручник Малдун       |
| Ребел Родригез     | Тони Блок             |
| Навин Ендруз       | др Џон „Аби” Абингтон |
| Стејси Фергусон    | Теми Висан            |
| Том Савини         | заменик шерифа Толо   |
| Хулио Оскар Мећосо | Роми                  |
| Мајкл Паркс        | ренџер Ерл Макгру     |
| Квентин Тарантино  | силоватељ Луис        |

## Отпоран на смрт

### Радња
„Каскадер Мајк” је серијски убица који убија младе девојке својим аутомобилом за који каже да је „отпоран на смрт”. Прву групу девојака, коју чине Арлин, Џулија, Шана и Пем, упознаје у локалном бару. Он намерно изазива судар у коме страдају све девојке, а он пролази са неколико блажих повреда. Четрнаест месеци касније, Мајк за нове жртве одређује групу каскадерки, Зои Бел, Ким Матис и Абернати Рос, не слутивши да ће он постати њихова жртва.

### Улоге
| Глумац                | Улога                        |
| --------------------- | ---------------------------- |
| Курт Расел            | Мајк Макеј „Каскадер Мајк”   |
| Зои Бел               | саму себе                    |
| Росарио Досон         | Абернати „Аби” Рос           |
| Трејси Томс           | Ким Матис                    |
| Ванеса Ферлито        | Арлин „Лептирица”            |
| Сидни Тамија Поатјер  | Џулија Лукај „Џунгла Џулија” |
| Роуз Макгауан         | Пем                          |
| Џордан Лад            | Шана „Банана”                |
| Мери Елизабет Винстед | Ли Монтгомери                |
| Квентин Тарантино     | бармен Ворен                 |
| Илај Рот              | Дов                          |
| Мајкл Паркс           | ренџер Ерл Макгру            |
| Џејмс Паркс           | ренџер Едгар Макгру          |
| Марли Шелтон          | др Дакота Блок               |
| Џонатан Лоран         | Џаспер                       |

## Фиктивни трејлери
Пре сваког сегмента приказано је неколико фиктивних трејлера. Неки од њих, попут Мачете и Скитнице са сачмаром, су се касније заиста претворили у филмове. Једно од ограничења продукције било је да сваки трејлер мора бити снимљен за два дана.

### Мачета
Родригез је написао сценарио за Мачету још 1993. године, с планом да Дани Трехо игра насловну улогу. На промоцији Грајндхауса изјавио је: „Сећам се кад сам му дао улогу у Деспераду и помислио да он заслужује свој серијал експлоатационих филмова, попут Чарлса Бронсона или Жан-Клода ван Дама”. Основна идеја је да организације као што су ФБИ или ДЕА унајмљују Мексиканце за своје прљаве послове. Трејлер је прерастао у истоимени дугометражни филм из 2010, а 2013. снимљен је и наставак под насловом Мачета убија.

### СС-овске вукодлакиње
За разлику од Илаја Рота и Едгара Рајта који су снимали само сцене које су завршиле у трејлерима, Роб Зомби је снимио око 30 минута материјала, од чега је нешто више од 2 минута издвојено за трејлер. Николас Кејџ је прихватио да улогу Фу Манчуа одигра бесплатно. Удо Кир тумачи Франца Хеса, Бил Мозли доктора Штрасера, а Шери Мун Зомби и Сибил Данинг су у улогама СС-овских сестара вукодлакиња. Зомби је једном приликом изјавио да му је најбизарнији поджанр експлоатационих филмова био онај коме припадају Илса, вукодлакиња СС-а (1975), Фројлан Девил (1977) и Љубавни камп 7 (1969), те се због тога одлучио за овај приступ.

### Немој
Овај сегмент режирао је Едгар Рајт и представља омаж хорор трејлерима продукцијске куће Хамер из периода 1970-их. У трејлеру се између осталих појављују и Џејсон Ајзакс, Метју Макфадјен, Кејти Мелуа, Вил Арнет, као и Сајмон Пег и Ник Фрост, са којима Рајт уобичајено сарађује још од Шона живих мртваца. Гостујући у ток шоу емисији Чарлија Роса, Квентин Тарантино је објаснио још један аспект сегмента којим се реферише на трејлере 1970-их, а то је да ниједан глумац не изговара ништа.

### Дан захвалности
У режији Илаја Рота, трејлер је рађен у стилу празничних слешера са краја 1970-их и почетка 1980-их, као што су: Ноћ вештица (1978), Мој крвави Дан заљубљених (1981), Тиха ноћ, смртоносна ноћ (1984) и Први април (1986). Такође, искоришћени су и исечци музичке теме филма Шоу наказа (1982). Поред Рота, у трејлеру се појављује Џеј Хернандез, с којим је Рот претходно сарађивао на филму Хостел. Интересантно је да је судбина Хернандезовог лика у филму Хостел 2 иста као лика ког је тумачио у овом трејлру.
Ротов троминутни сегмент је садржао толико узнемирујуће сцене да је Грајндхаус замало добио NC-17 оцену, чиме би сваком испод 17 година било забрањено да погледа филм у биоскопу. У интервјуу са Ериком Ајзенбергом из 2010, Рот је потврдио да има у плану да из овог трејлера направи дугометражни филм.

### Скитница са сачмаром
Овај сегмент, од редитеља Џејсона Ајзенера није био садржан у већини биоскопских приказивања Грајндхауса. Приказан је само у неколико биоскопа у Канади. У трејлеру, Дејвид Брант тумачи бескућника са сачмаром, који убија пљачкаше, корумпиране полицајце и Деда Мраза педофила. Ајзенер је од овог трејлера 2010. године направио дугометражни филм под истим именом, са Рутгером Хауером у улози скитнице.